# شراكة تجارية
الشراكة التجارية هي تطوير علاقات استراتيجية ناجحة وطويلة الأمد بين العملاء والموردين، تستند إلى تحقيق أفضل الممارسات وميزة تنافسية مستدامة. يشير المصطلح أيضًا إلى نموذج خدمة دعم الشراكة التجارية، حيث يعمل محترفون مثل موظفي الموارد البشرية بشكل وثيق مع قادة الأعمال والمديرين المباشرين لتحقيق الأهداف التنظيمية المشتركة. في الممارسة العملية، يمكن توسيع نموذج الشراكة التجارية ليشمل أعضاء من أي وظيفة تجارية، مثل المالية، وتكنولوجيا المعلومات، والموارد البشرية، والشؤون القانونية، والعلاقات الخارجية، الذين يعملون كحلقة وصل، تربط وظائفهم بوحدات الأعمال لضمان تقديم الخبرة الفنية أو الوظيفية التي لديهم ضمن القضايا الحقيقية والحالية للأعمال لخلق قيمة مضافة.

## المهمة
طُورت مهمة الشراكة التجارية والجوانب الرئيسية لهذه الممارسة مؤخرًا في مجال السياحة. تتكون مهمة الشراكة التجارية (للسياحة) في "إنشاء وتنظيم وتطوير وتعزيز الشراكات التشغيلية (قصيرة الأجل)، والتكتيكية (متوسطة الأجل) والاستراتيجية (طويلة الأجل)" (Droli, 2007). "الشراكة هي عملية يُنشئ فيها كيانان أو أكثر حلولًا متكاملة لتحدياتهما."

## أمثلة
البيع المشترك هو مثال على نشاط الشراكة التشغيلية. ومن الأمثلة على المبادرات التكتيكية للشراكة هناك مشاركة المعلومات الحسابية ووإعادة بيعها أو "دمج سلسلة القيمة" (Child, Faulkner, 1998). كما أن تطوير منتج مشترك هو نشاط نموذجي للشراكة الاستراتيجية. وتُستخدم اتفاقيات الشراكة بشكل شائع في أنواع مختلفة من الشراكات.
أحد الأمثلة هو ترتيب الشراكة الاستراتيجية في قطاع الطيران الذي وضع بواسطة وزارة الدفاع البريطانية وأغوستا ويستلاند. يتشارك كلا الشريكين هدفًا مشتركًا متفقًا عليه لتحسين خدمات الدعم للطائرات الهليكوبتر المقدمة للخطوط الأمامية. ترغب الوزارة أيضًا في تقديم أفضل قيمة مقابل المال لدافعي الضرائب بينما تسعى أغوستا ويستلاند لتقديم أفضل عوائد لمساهميها من خلال تدفق دخل مستقر وطويل الأجل.

## الفوائد
تقليل التكاليف العامة: يمكن أن تكون الشراكة التجارية أرخص وأكثر مرونة من الاندماج أو الاستحواذ، ويمكن استخدامها عندما لا يكون الاندماج أو الاستحواذ ممكنًا.
تزيد الشراكة التجارية من "الميزة التنافسية" (بورتر، 1985). حيث تشمل الفوائد المباشرة للشراكة التجارية ميزة تنافسية أكبر من خلال التعاون (ميزة التعاون التنافسية) وفرص أفضل للإيرادات والتشغيل والاستثمار في قطاع التطبيق.
تخلق الشراكة التجارية نوعًا جديدًا من التضامن "الميكانيكي" بدلاً من التضامن التقليدي القائم على العلاقات أو "التضامن العضوي" (دوركهايم، 1893).[بحاجة لرقم الصفحة] تأخذ الشراكة نهجًا جديدًا لتحقيق أهداف الأعمال. وتستبدل نموذج العميل والمورد التقليدي بنهج تعاوني لتحقيق هدف مشترك؛ قد يكون هذا لبناء مستشفى أو تحسين عقد خدمة قائم أو إطلاق برنامج عمل جديد بالكامل. بشكل أساسي، يعمل الشركاء معًا لتحقيق هدف مشترك متفق عليه بينما يحتفظ كل مشارك بأسباب مختلفة لتحقيق ذلك الهدف المشترك.

## تشكيل الشراكة التجارية
يمكن أن تأخذ الشراكة التجارية شكل تحالف استراتيجي، أو علاقة بين المشتري والمورد، أو مشروع مشترك، أو اتحاد. يجب على الشركات إيلاء اهتمام خاص لآليات الحوكمة المستخدمة لتنظيم شراكاتها. ويمكنها الاعتماد على مزيج من الآليات التعاقدية والعلائقية.
عادة ما تحتاج الشركات إلى تشكيل شراكات مع شركات أخرى لتمكين نموذج أعمالها (Teece, 2010). لتصبح جذابة للأعمال الأخرى، يجب على الشركات مواءمة ميزاتها الداخلية، مثل أسلوب الإدارة والمنتجات مع الوضع السوقي. وفي دراسة أجريت عام 2013، طور يوهان كاسك وغابرييل لينتون ملفين مثاليين، يُعرفان أيضًا بالتكوينات أو الأنماط، للشركات الناشئة التي تقوم بتسويق الاختراعات. حيث يتطلب ملف "الوريث" أسلوب إدارة ليس مفرطًا في روح المبادرة (أكثر تحفظًا) ويجب أن تحتوي الشركة الناشئة على اختراع تدريجي (ينبني على معيار سابق). ويُفترض أن يكون هذا الملف أكثر نجاحًا (في العثور على شريك تجاري) في سوق تحتوي على تصميم مهيمن (يُطبق معيار واضح في هذه السوق). بالمقابل، يتطلب ملف "المبدع" أسلوب إدارة يتمتع بروح المبادرة العالية وإنشاء اختراع جذري (معيار جديد تمامًا). ويُفترض أن يكون هذا الملف أكثر نجاحًا (في العثور على شريك تجاري) في سوق لا تحتوي على تصميم مهيمن (معيار قائم). يجب أن تتماشى الشركات الناشئة الجديدة مع أحد الملفين عند تسويق اختراع لتكون قادرة على العثور على شريك تجاري جذاب. من خلال العثور على شريك تجاري، ستزداد فرص نجاح الشركة الناشئة.

## الشراكة المالية التجارية
يشير مصطلح الشراكة المالية التجارية إلى المسؤولين التنفيذيين الماليين الذين يعملون جنبًا إلى جنب مع مختلف أقسام الأعمال بما في ذلك العمليات والموارد البشرية والمبيعات والتسويق وغيرها، حيث يقدمون المعلومات المالية والأدوات والتحليل والرؤى التي تتيح للشركات اتخاذ قرارات أكثر اطلاعًا أثناء دفع استراتيجية الأعمال. ورغم أن الشراكة المالية التجارية موجودة منذ سنوات عديدة، فقد اكتسبت أهمية متزايدة، خاصة نتيجة الأزمة المالية العالمية 2007-2008.
وفقًا للبحث الذي أجراه روبرت هاف، فإن 81% من الشركات البريطانية تسعى لتشكيل شراكات أقوى بين قسم المالية وأقسام الأعمال الأخرى. أبلغ ماثيو مالوني، المدير المالي لشركة الصرف الأجنبي مونيكورب (Moneycorp)، أن الجهود المبذولة لدمج فريق المالية بشكل أقرب إلى الأعمال قد أثمرت.

## قراءة إضافية
- Child، John؛ David Faulkner (1998). Strategies of Co-operation: Managing Alliances, Networks and Joint Ventures. Oxford University Press. ص. 386. ISBN:978-0-19-877485-3.
- داربي، مارك (2006). علامة التحالف: الوفاء بوعد الشراكة. وايلي. (ردمك 978-0-470-03218-3).
- Echavarria، Martin (2015). Enabling Collaboration – Achieving Success Through Strategic Alliances and Partnerships. LID Publishing Inc. ISBN:9780986079337.
- دوز ي. ل., هاميل ج., ميزة التحالف. فن خلق القيمة من خلال الشراكة، مطبعة Harvard Business School، بوسطن، 1998، (ردمك 0-87584-616-5).
- درولي م., الشراكات السياحية: الإعداد والتأسيس والتنظيم والتعزيز المستمر لشراكة استراتيجية ناجحة، المنتدى، جامعة أوديني، أوديني، 2007، (ردمك 978-88-8420-405-9).
- دوركهايم، تقسيم العمل في المجتمع، (1893) إعادة طبع Free Press 1997، (ردمك 0-684-83638-6)
- ليندروم ت., دليل الشراكات الاستراتيجية: دليل ممارسة للمديرين، ماكغرو هيل، شركة نوك، 1997، (ردمك 0-07-470879-1).
- بورتر م., الميزة التنافسية: خلق واستدامة الأداء المتفوق، نيويورك، مطبعة فري، 1985، (ردمك 0-02-925090-0).
- ويليامسون، أ., الأسواق والهياكل: التحليل وآثار مكافحة الاحتكار، مطبعة فري، نيويورك، 1975.